# Johanna Vilhelmina Louisa Henrietta Pollet
Johanna Vilhelmina Louisa Henrietta Pollet, född 1 april 1779, död 4 februari 1857 i Sankt Nicolai församling, Södermanlands län, var en svensk statsfru.

## Biografi
Johanna Vilhelmina Louisa Henrietta Pollet föddes 1779. Hon var dotter till generallöjtnanten Johan Frans Pollet och Johanna Helena von Pachelbel. Pollet blev i december 1807 statsfru hos drottning Fredrika Dorotea Vilhelmina. Hon avled 1857.

### Familj
Pollet gifte sig 28 april 1795 i Stralsund med kammarherren Christian August Vilhelm Louis Taube (1767–1801) hos drottningen, son till Jakob Johan Taube och Hippolite Eleonora von Albedyl. De fick tillsammans barnen översten Gustaf Taube (1796–1852) och hovfröken Augusta Taube (1801–1874) som var gift med landshövdingen greve Gustaf Erik Frölich.